# Podomyrma maligna
Podomyrma maligna é uma espécie de formiga do gênero Podomyrma, pertencente à subfamília Myrmicinae.